# Richie Powell
Pour les articles homonymes, voir Richard Powell (homonymie) et Powell.
Richard « Richie » Powell (né le 5 septembre 1931 à New York – mort le 26 juin 1956) est un pianiste américain de jazz.

## Biographie
Il naît dans une famille de musiciens à New York, c'est le frère cadet de Bud Powell, pianiste renommé. Bien que parfois considéré moins talentueux que son frère aîné, figure emblématique du bebop, il est néanmoins un musicien apprécié et membre du groupe de Clifford Brown et Max Roach.
En 1956, Richie Powell et Clifford Brown étaient dans la voiture de Nancy (la femme de Richie) qui les conduisait à Chicago pour une représentation. Nancy a perdu le contrôle du véhicule sur la Pennsylvania Turnpike en pleine nuit sous une pluie battante, les trois occupants furent tués.

## Discographie

### Comme sideman
- 1954 : Johnny Hodges, Used to Be Duke, Norgran
- 1954 : Dinah Washington, Dinah Jams, EmArcy
- 1954 : Various, Jam Session, EmArcy
- 1954 : Clifford Brown and Max Roach, Brown and Roach Incorporated, EmArcy
- 1954 [1970s] : Clifford Brown and Max Roach, Daahoud, Mainstream
- 1954–55 : Clifford Brown & Max Roach, Clifford Brown & Max Roach, EmArcy
- 1955 : Clifford Brown & Max Roach, Clifford Brown with Strings, EmArcy
- 1955 : Clifford Brown & Max Roach, Study in Brown, EmArcy
- 1956 : Clifford Brown & Max Roach, Clifford Brown and Max Roach at Basin Street, EmArcy
- 1956 : Sonny Rollins, Sonny Rollins Plus 4, Prestige